# Placas de identificação de veículos em Mônaco

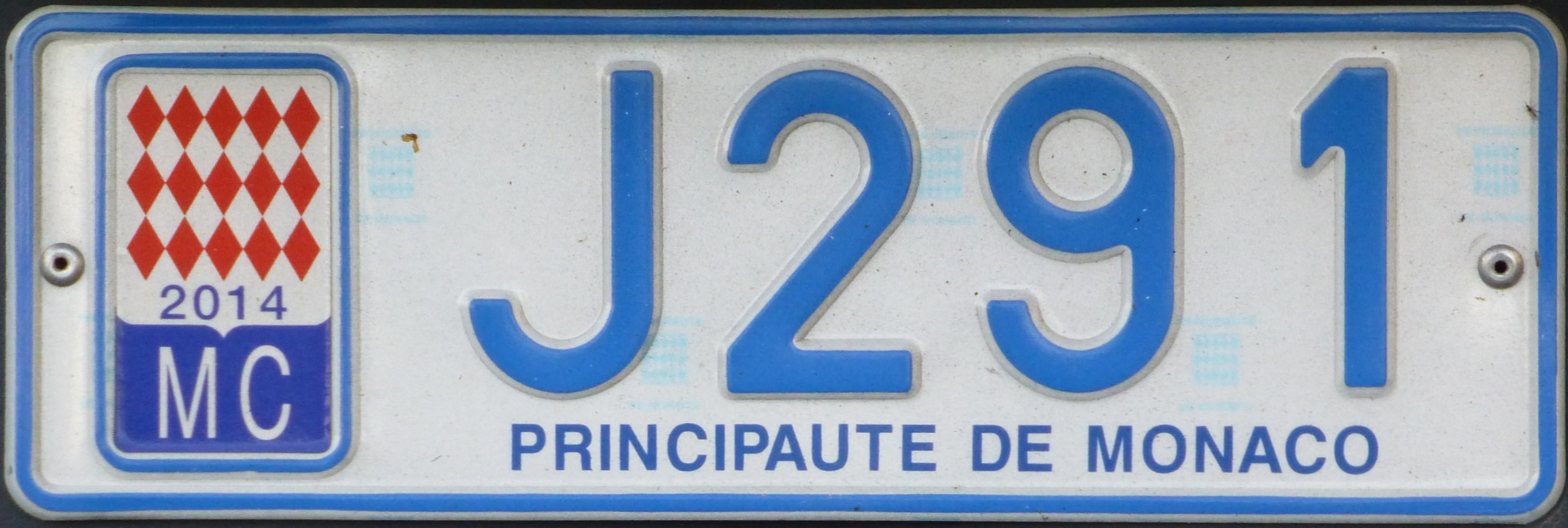
Placa monegasca.

As placas de identificação de veículos em Mônaco têm dimensões muito reduzidas (alguns centímetros menores que as placas usadas na América do Norte) e são compostas por quatro caracteres alfanuméricos, nos formatos 1234, A123 e AB12. As placas de uso comum têm caracteres azuis em fundo branco, padrão usado desde 1978, com as cores invertidas em relação ao padrão anterior e possuem o brasão de armas de Mônaco no lado esquerdo com a indicação do ano (somente na placa traseira) para atestar o pagamento das taxas de circulação. Todas as placas iniciadas com 000 pertencem à família de Alberto II de Mônaco. A inscrição PRINCIPAUTE DE MONACO (Principado de Mônaco em francês) está escrita na parte inferior da placa.

## Categorias
A letra inicial das placas monegascas indica a categoria do veículo:
| Letra(s) indicativa(s)      | Categoria                                            |
| --------------------------- | ---------------------------------------------------- |
| A                           | Reboque acima de 750 kg                              |
| B C E F H K L M N P R S T Y | Veículos particulares e táxis                        |
| E                           | Veículos elétricos (no formato 123E)                 |
| SP                          | Polícia                                              |
| V                           | Aluguel                                              |
| X                           | Coleção (veículos acima de 25 anos)                  |
| Z                           | Registro temporário para estrangeiros não residentes |

## Galeria

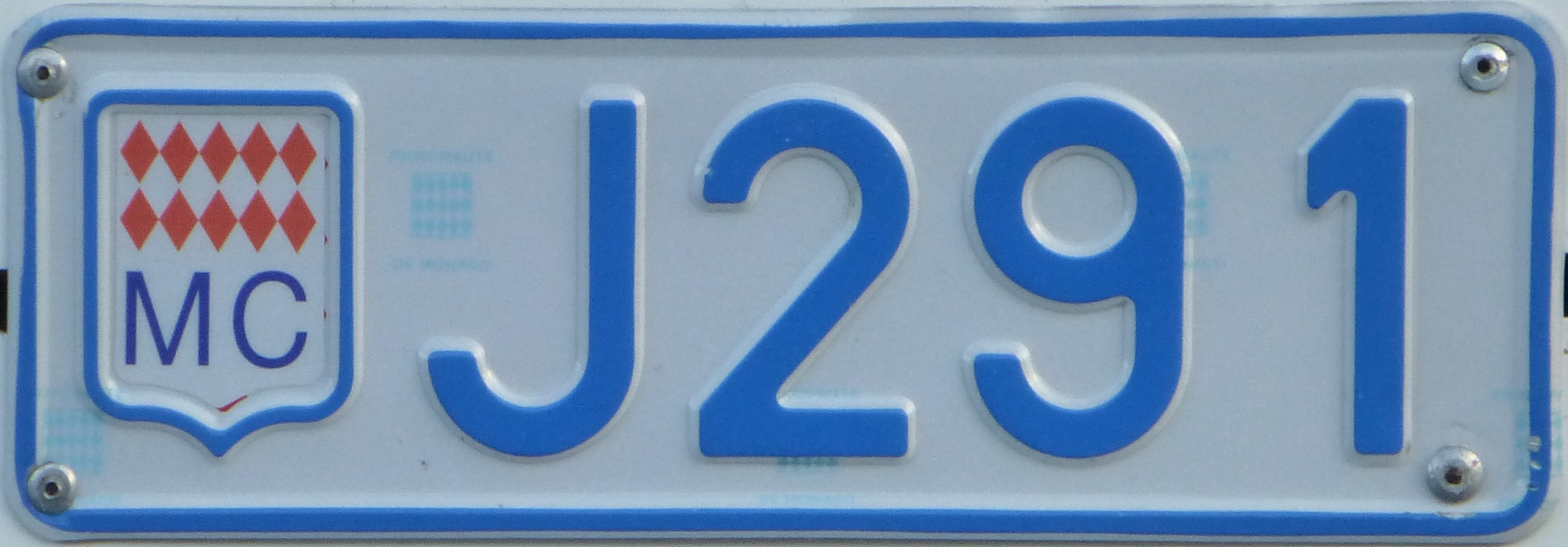
Placa dianteira
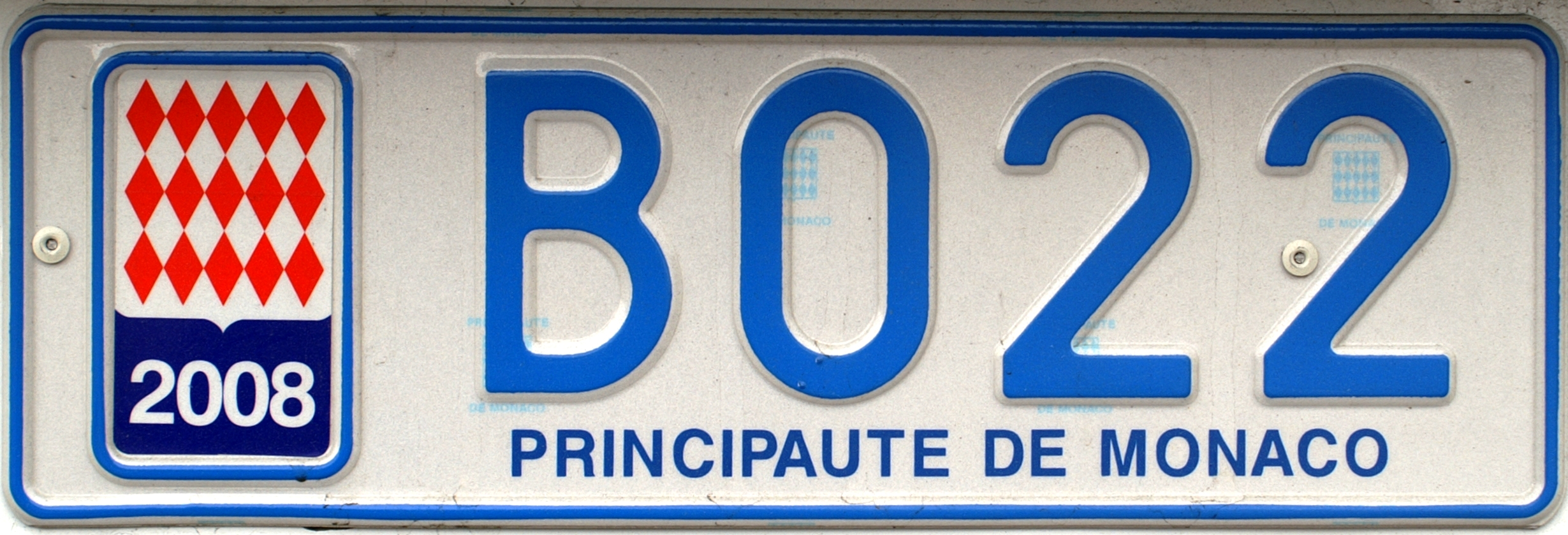
Placa traseira
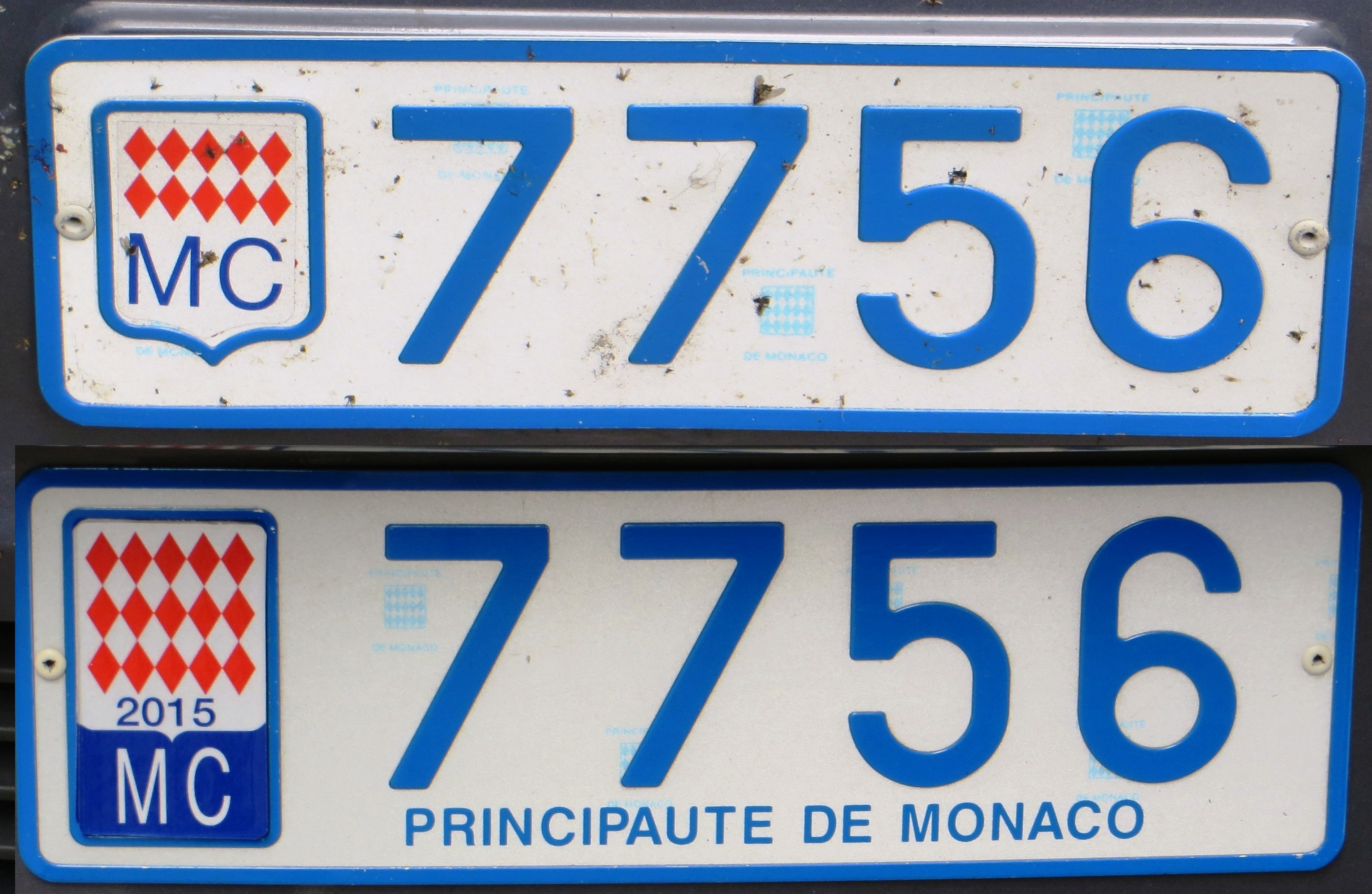
Placas dianteira e traseira
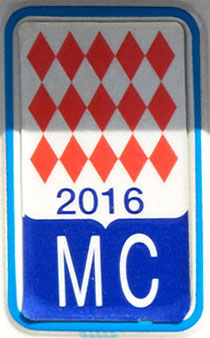
Detalhe da placa traseira
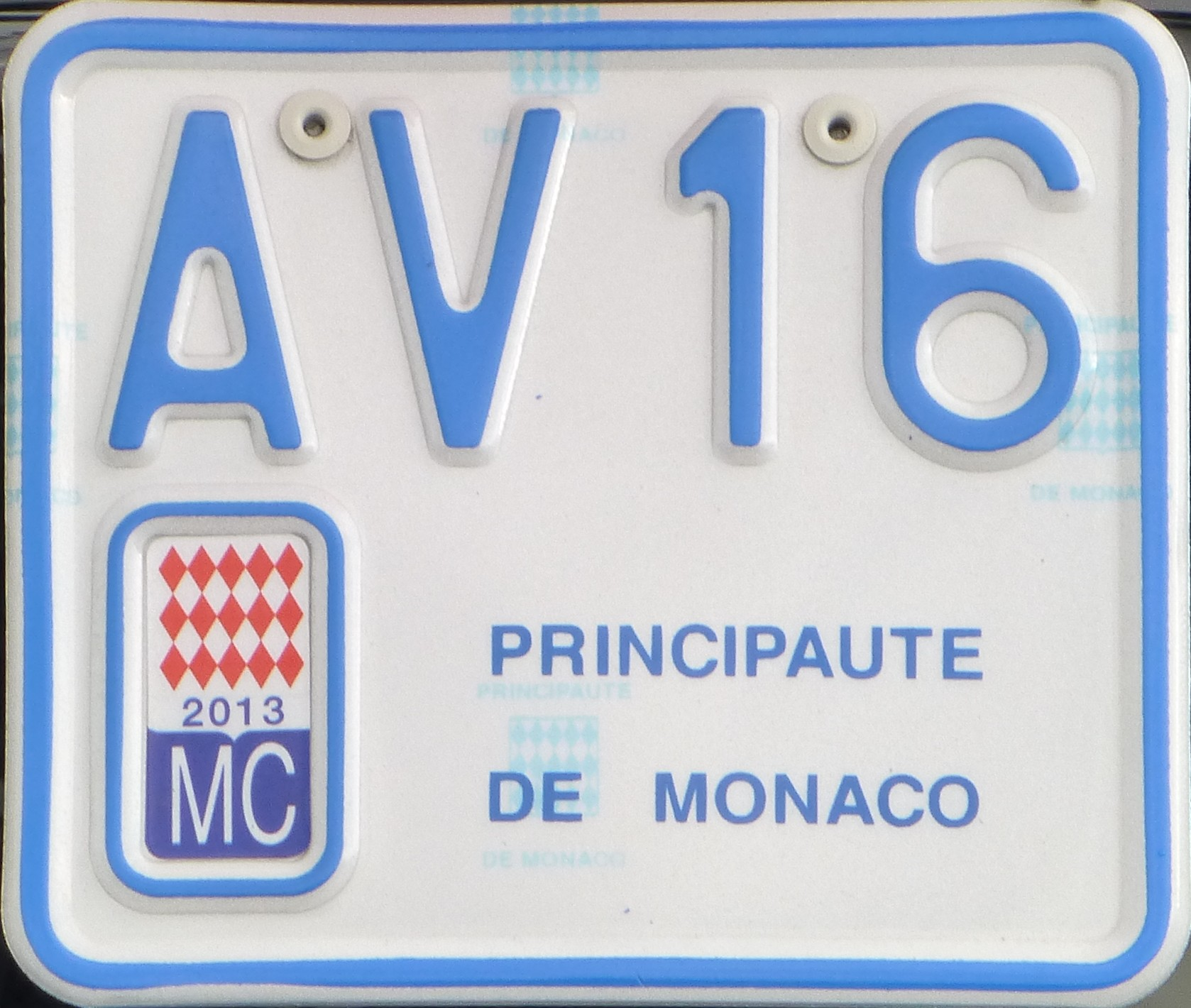
Placa de motoneta
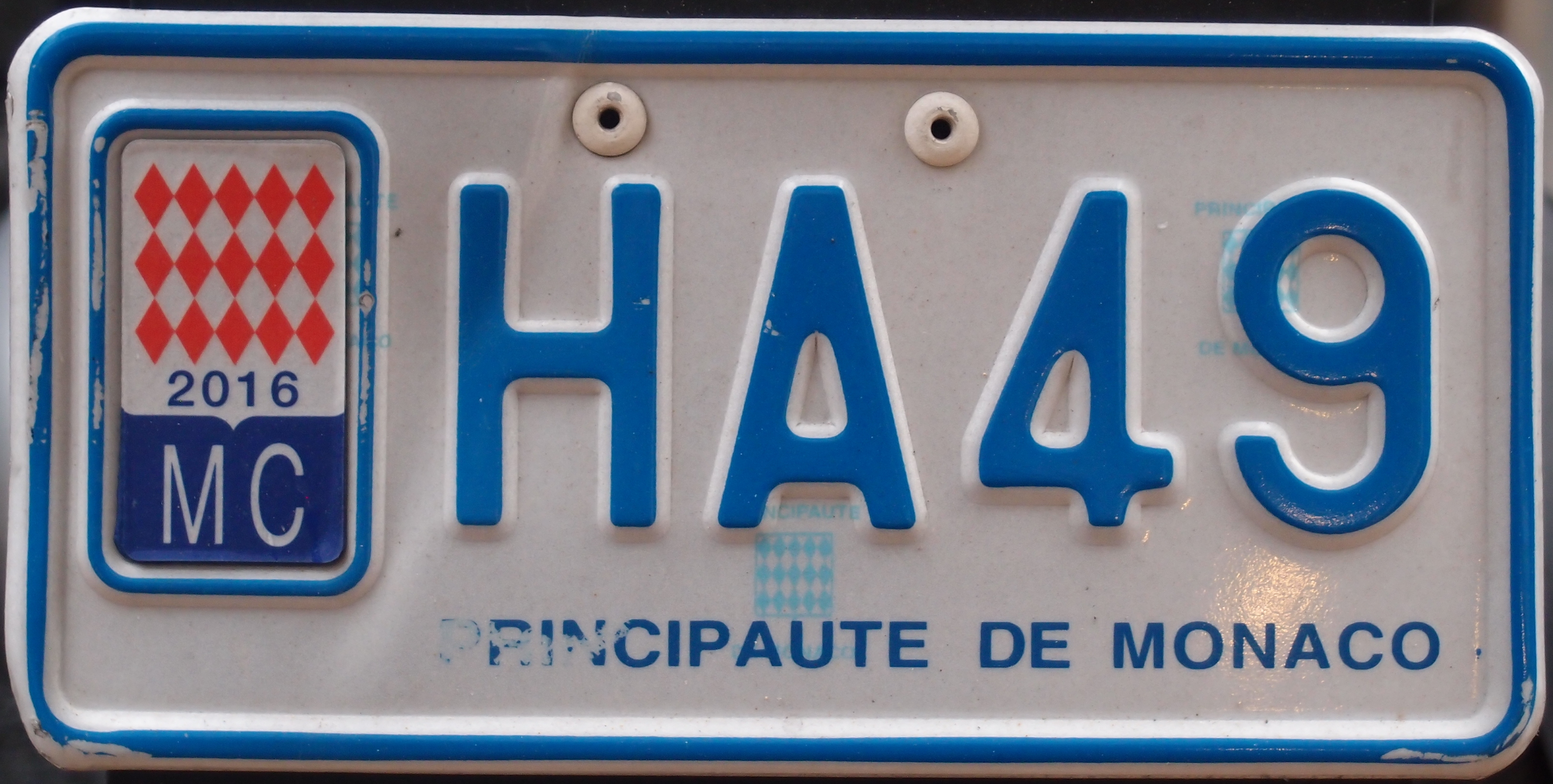
Placa de motocicleta
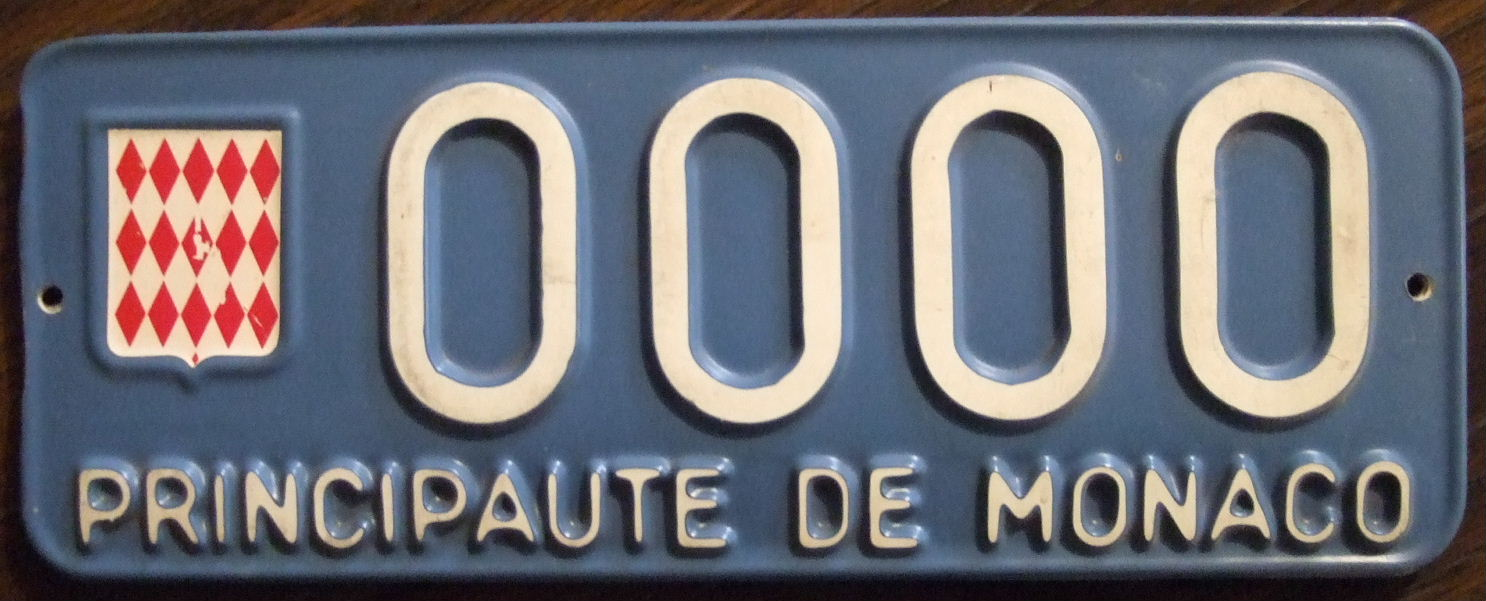
Placa da década de 1960
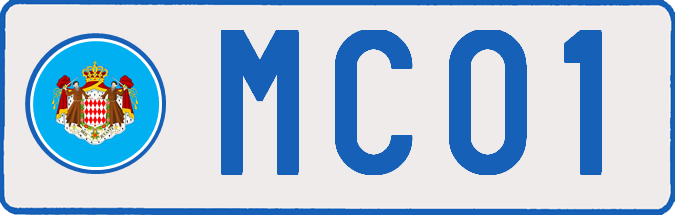
Placa dianteira utilizada pelo veículo do Príncipe
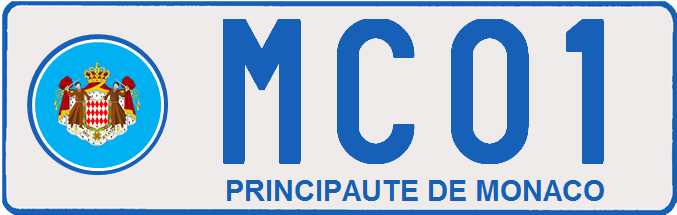
Placa traseira utilizada pelo veículo do Príncipe